# Corvette K-225
Corvette K-225 (Brasil: Corveta em Ação) é um filme norte-americano de 1943, do gênero drama de guerra, dirigido por Richard Rosson e estrelado por Randolph Scott e James Brown.